# دوبروتین (لسکوواتس)
دوبروتین (به صربی: Dobrotin) یک منطقهٔ مسکونی در صربستان است که در لسکواس واقع شده‌است. دوبروتین ۳۲۱ نفر جمعیت دارد.